# Alicja Solska-Jaroszewicz

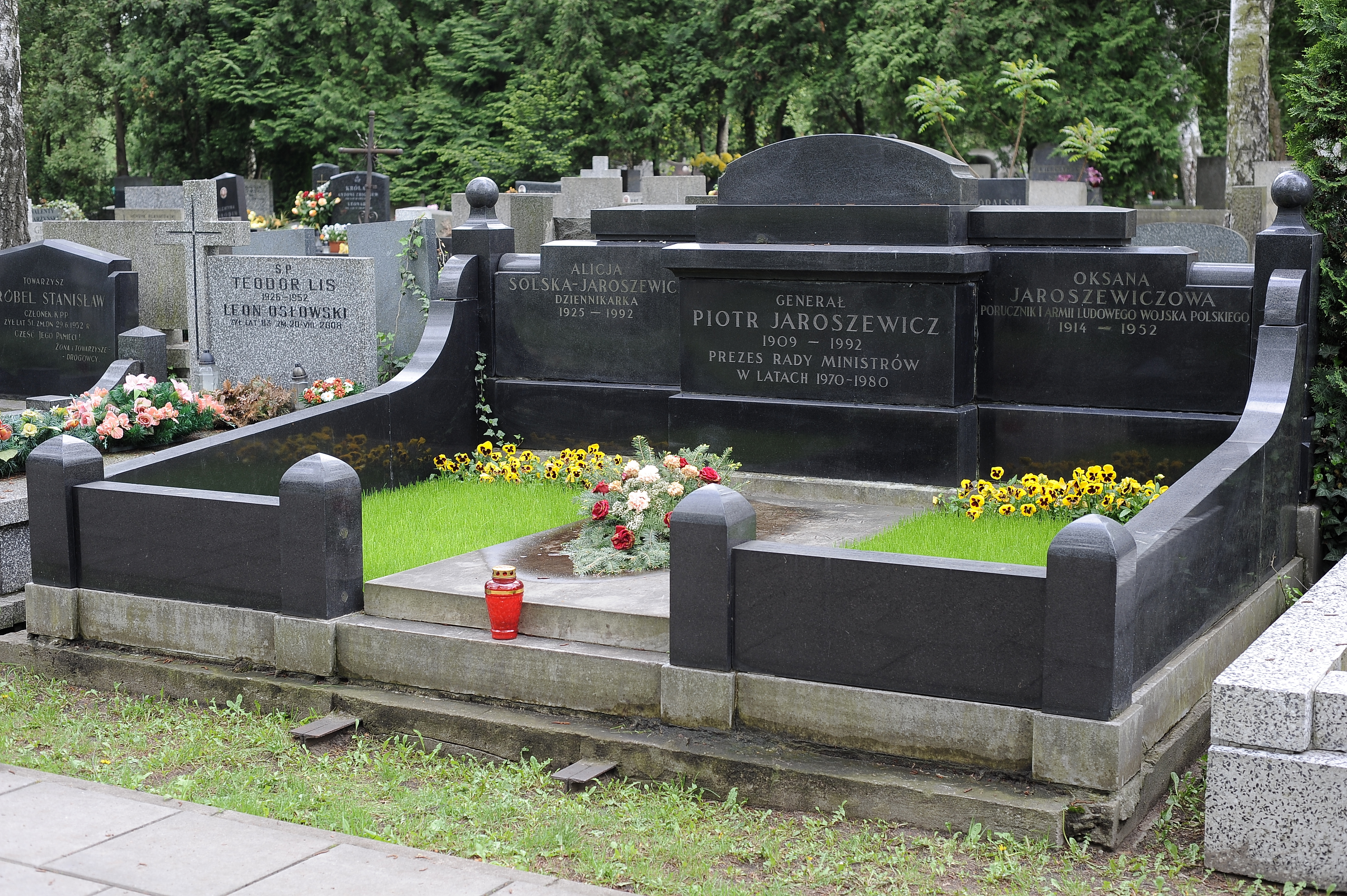
Grób Piotra Jaroszewicza i Alicji Solskiej-Jaroszewicz na komunalnym cmentarzu Wojskowym na Powązkach w Warszawie

Alicja Solska-Jaroszewicz z domu Duchińska (ur. 6 października 1925 w Warszawie, zm. 1 września 1992 tamże) – polska dziennikarka, żona premiera Piotra Jaroszewicza, uczestniczka powstania warszawskiego, podpułkownik.

## Dzieciństwo
Była córką Antoniego Duchińskiego i Marii z domu Pomianowskiej.

## Okupacja
Porucznik Alicja Duchińska podczas II wojny światowej walczyła, pod pseudonimem „Inka”, w szeregach Związku Walki Młodych i Armii Ludowej. W okresie powstania warszawskiego w stopniu podporucznika była łączniczką i kanałami przedostała się ze Starówki do Śródmieścia, a następnie na Górny Czerniaków. Służyła w Sztabie Głównym Armii Ludowej. W nocy z 13 na 14 września 1944 przepłynęła, wraz z Ewą Prauss-Płoską z Armii Krajowej, przez Wisłę na Saską Kępę, by poinformować dowództwo Armii Czerwonej i sztab 1 Armii Wojska Polskiego o sytuacji w walczącej Warszawie.

## Dziennikarstwo
Była dziennikarką Walki Młodych, następnie Głosu Ludu (organu KC PPR). Od 1948 – roku powstania tej gazety – do 1979 była dziennikarką Trybuny Ludu. Specjalizowała się w tematyce gospodarczej, zwłaszcza w handlu zagranicznym. Swoje małżeństwo z Piotrem Jaroszewiczem wykorzystywała do tego, aby docierać do interesujących danych, które dla innych były niedostępne.

## Rodzina
Jej pierwszym mężem był żołnierz szefostwa transportu wojskowego, Paweł Solski, z którym miała dwójkę dzieci. W latach pięćdziesiątych XX w. została żoną ówczesnego wicepremiera Piotra Jaroszewicza, który od 23 grudnia 1970 do 18 lutego 1980 był premierem Polski. Z małżeństwa z Jaroszewiczem miała syna Jana.

## Zabójstwo
Alicja Solska-Jaroszewicz i jej mąż zostali zamordowani w ich domu w warszawskim Aninie przy ulicy Zorzy 19 w nocy z 31 sierpnia na 1 września 1992. Pochowano ich 10 września tego roku w grobie rodzinnym Jaroszewiczów na Powązkach (kwatera A2-7-12/13/14). W imieniu współtowarzyszy walki w szeregach Armii Ludowej zmarłą pożegnał generał dywizji (w stanie spoczynku) Edwin Rozłubirski.

## Odznaczenia
- Order Sztandaru Pracy II klasy (1976)[7]
- Krzyż Oficerski Orderu Odrodzenia Polski[4].
- Orderem Krzyża Grunwaldu III klasy – 3 stycznia 1945
- Krzyż Partyzancki
- Warszawski Krzyż Powstańczy
- Medal Zwycięstwa i Wolności 1945
- Złota Odznaka honorowa „Za Zasługi dla Warszawy” (1967)[8]
- Odznaka "Za zasługi dla rozwoju prasy polskiej i Stowarzyszenia Dziennikarzy Polskich" (1974)[9]
- Dyplom za 30-letnią nieprzerwaną pracę w "Trybunie Ludu" (1978)[10]
- Dyplom "Zasłużony działacz ruchu robotniczego" (1988)[11]

i inne